# Eddie Gale
Edward „Eddie“ Gale (* 15. August 1941 in Brooklyn, New York City; † 10. Juli 2020 in San José, Kalifornien) war ein US-amerikanischer Jazzmusiker (Trompete).

## Leben und Wirken
Gale wuchs in Brooklyn auf, wo er in der Nachbarschaft von Bud Powell lebte. Er hatte später Unterricht bei Kenny Dorham und spielt bei Jamsessions mit Art Blakey, Max Roach, Illinois Jacquet, Sonny Stitt und Jackie McLean. In diesen Jahren stand Gale stark unter dem Einfluss von Hardbop-Pionieren wie Donald Byrd, Lee Morgan oder Freddie Hubbard. Anfang der 1960er Jahre geriet er in die New Thing-Bewegung und spielte u. a. mit Eric Dolphy, Archie Shepp, Albert Ayler, Cecil Taylor und Pharoah Sanders.
Anfang der 1960er Jahre arbeitete Gale in der Band von Sun Ra, der er bis in die 70er angehören sollte. Gale ist u. a. auf dem Arkestra-Album Secrets of the Sun von 1965 zu hören. In diesem Jahr arbeitete er auch mit Cecil Taylor bei dessen Blue Note Debüt Unit Structures zusammen; in Taylors siebenköpfigen Ensemble spielte er an der Seite von Jimmy Lyons, Henry Grimes und Andrew Cyrille. Danach spielte der Trompeter auf dem Larry Young Album Of Love and Piece mit. Blue Note-Mitbegründer Francis Wolff ermöglichte Eddie Gale zwei Alben für Blue Note einzuspielen, Ghetto Music (1968) und Black Rhythm Happening (1969). Dafür stellte Gale ein Sextett bzw. ein Nonett zusammen, dem u. a. Elvin Jones und Jimmy Lyons am Sopransaxophon angehörten, das eine Musik zwischen Soul- und Free Jazz mit Folkblues, Gospel und Flamenco-Einflüssen spielte. Hinzu kam ein elfköpfiger Chor, die Noble Gale Singers. Der Besitzerwechsel von Blue Note zu Liberty Records bedeutete für Gale jedoch einen Karriereknick, da sein Kontrakt nicht verlängert wurde.
Anfang der 1970er Jahre zog Gale an die Westküste der USA und arbeitete dort mit Musikern der San Francisco Bay Area. Kurz war er auch Artist in Residence an der Stanford University, später an der San José State University in San José, wo er lebte. Für seine Verdienste um die Musikszene der Stadt wurde er 1974 als San Jose's Ambassador of Jazz ausgezeichnet.
Gale arbeitete in den 1970er Jahren weiter mit Sun Ra und wirkte an dessen Alben Lanquidity, The Other Side of the Sun (beide 1978) und On Jupiter (1979) mit. Außerdem spielte er in dieser Zeit weitere Alben unter eigenem Namen ein.  In den 1990er Jahren gründete Gale das Inner Peace Jazz Orchestra. Ein Comeback gelang ihm 2004 mit dem Album Afro Fire, das Bezug auf seine Blue Note-Alben Ende der 1960er-Jahre nahm.

## Diskographische Hinweise
- Eddie Gale's Ghetto Music (Blue Note, 1968)
- Black Rhythm Happening (Blue Note, 1969) mit Elvin Jones
- Earthquake Aftershock Suite (1989), u. a. mit Tee Holman
- Eddie Gale Quintet Featuring Larry Willis: A Minute with Miles (Mapleshade Records, 1993), mit Ben Allison, Paul Murphy
- Afro Fire (Black Beauty, 2004)
- Live at Vision Festival (Voidleaper, 2006), u. a. mit William Parker
- In Love Again (BL Records, 2008)
- This Is Hot! (Sagittarius A-Star, 2012)

## Lexikalischer Eintrag
- Richard Cook, Brian Morton: The Penguin Guide to Jazz Recordings. 8. Auflage. Penguin, London 2006, ISBN 0-14-102327-9.